# Nulidade
Em direito, a nulidade é a qualidade da norma jurídica, do ato jurídico ou do negócio jurídico que, por terem sido produzidos com grave vício, carecem de requisitos fundamentais, sendo, por isso, considerados desprovidos de validade.

## Classificação
A nulidade pode ser absoluta ou relativa.
- A nulidade absoluta, ou simplesmente nulidade, se verifica quando a norma, o ato jurídico ou o negócio jurídico é contrário à lei ou sofre de algum vício essencial relativo à forma prevista em lei para a prática do ato, à qualidade das pessoas que participam da sua criação, ao objeto do ato e às condições em que se dá a manifestação de vontade. A nulidade absoluta impede que ato produza qualquer efeito, desde o momento da sua formação (ex tunc). Assim, a sentença que decreta a nulidade retroage à data do nascimento do ato viciado. A ideia é que os seus efeitos desapareçam como se nunca houvessem se produzido. A nulidade absoluta é fundamentada no interesse social de que o ato praticado não ganhe força, de modo que as causas de nulidade se escoram em razões de ordem pública e não privada. Pode ser arguida por qualquer interessado e não está sujeita à prescrição - a norma, o ato e o negócio jurídico nulos não podem ser ratificados, não são suscetíveis de confirmação, nem convalescem pelo decurso do tempo.
- Já a nulidade relativa, ou anulabilidade, se verifica em caso de vícios de menor gravidade, só podendo ser invocada pelas pessoas diretamente prejudicadas, dentro do prazo estabelecido por lei. O ato anulável não é completamente destruído com a sentença, pois os efeitos produzidos desde a sua formação até a sua anulação são mantidos (ex nunc).

## Controvérsias e Especificidades
Importante esclarecer que as noções de nulidade, anulabilidade e inexistência de normas jurídicas é bastante controvertida na ciência jurídica e que existem diversas teorias a este respeito.
Ainda, a diferença exata entre a nulidade absoluta e a anulabilidade depende do ramo do direito analisado.
No direito civil brasileiro, são considerados nulos os negócios jurídicos quando forem celebrados por pessoa absolutamente incapaz; for ilícito, impossível ou indeterminável o seu objeto; o motivo determinante, comum a ambas as partes, for ilícito; não obedecer à forma prescrita em lei; for preterida alguma solenidade que a lei considere essencial para a sua validade; tiver por objetivo fraudar lei imperativa; a lei taxativamente o declarar nulo, ou proibir-lhe a prática, sem cominar sanção; ou houver simulação das partes (artigos 166 e 167 do Código Civil Brasileiro).
Muitas vezes, o ato ou o negócio jurídico nulo produz efeitos de ordem material e, embora as partes devam ser reconduzidas ao estado anterior, isso não é possível. Quando os efeitos do ato ou do negócio não podem ser eliminados, a lei determina que seja feita recomposição em dinheiro, único substituto possível neste caso (artigo 182 do Código Civil).
As nulidades processuais, aquelas que afetam o direito judicial, estão reguladas nos artigos 276 a 283 do novo Código de Processo Civil Brasileiro, nos artigos 563 a 573 do Código de Processo Penal Brasileiro e nos artigos 794 a 798 da Consolidação das Leis do Trabalho.